# Lagonav
Lagonav (franska: Île de la Gonâve, La Gonâve) är ett arrondissement i Haiti.   Det ligger i departementet Ouest, i den västra delen av landet, 80 km väster om huvudstaden Port-au-Prince. Antalet invånare är 79 188. Lagonav ligger på ön Île de la Gonâve.